# Sibsey
Sibsey est un village et une paroisse civile  du Lincolnshire en Angleterre (Royaume-Uni) au nord de Boston dans le district d'East Lindsey.
Dans les fens du Lincolnshire, le village agricole est célèbre pour son moulin à vent datant de 1877 et toujours opérationnel.